# Nesluša
Nesluša (hongrois : Neszlény) est un village de Slovaquie situé dans la région de Žilina.

## Histoire
La première mention écrite du village date de 1367.

## Démographie

### Évolution de la population
| Année:               | 1994. | 2004.   | 2014.   | 2024.   |
| -------------------- | ----- | ------- | ------- | ------- |
| Nombre de personnes: | 3228  | 3247    | 3156    | 3191    |
| Différence:          |       | +0,58 % | -2,80 % | +1,10 % |

| Année:               | 2023. | 2024.   |
| -------------------- | ----- | ------- |
| Nombre de personnes: | 3210  | 3191    |
| Différence:          |       | -0,59 % |